# Richard von Leibbrand
Richard Friedrich Leibbrand, ab 1889 von Leibbrand, (* 27. April 1851 in Ludwigsburg; † 28. Dezember 1929 in Stuttgart) war ein deutscher Bauingenieur und ranghoher königlich württembergischer Baubeamter.

## Leben

### Herkunft
Der Großvater stammte aus Kleiningersheim und wanderte 1805 nach Josefslaw bei Warschau aus. Richards Eltern waren Christoph Friedrich Leibbrand (1812–1892) und Christine Barbara geb. Beißer (* 1806), Tochter eines Ludwigsburger Schneidermeisters. Richards Vater war ebenfalls Schneidermeister und wurde in Josefslaw geboren. Er wanderte jedoch im Jahr 1830 aus Polen zurück in die Stammheimat und gründete 1842 in Ludwigsburg ein Militäreffektengeschäft. Karl von Leibbrand war Richards Bruder.

### Berufliches Wirken
Richard Leibbrand war zunächst als Straßenbau-Inspektor beim Oberamt Riedlingen tätig. 1886 stieg der höher geprüfte Bausachverständige zum Baurat auf, im Jahr 1900 zum Oberbaurat und schließlich zum Baudirektor in Stuttgart. Leibbrand war Mitglied der Ministerialabteilung für das Hochbauwesen und der Feldmesserprüfungskommission. Seit 1913 stand er der Ministerialabteilung für Straßen- und Wasserbau vor, zugleich war er Vorstand des Hydrographischen Büros.
Er war Abgeordneter der Landstände des Oberamtsbezirks Oberndorf sowie Mitglied des Konservatoriums und der Staatssammlung vaterländischer Kunst und Altertumsdenkmale in Stuttgart. Er war seit 1890 Mitglied des Vereins Deutscher Ingenieure (VDI) und des Württembergischen Bezirksvereins des VDI.

### Ehrungen
Der württembergische König Karl verlieh ihm 1877 in Würdigung seiner Verdienste das Ritterkreuz I. Klasse des Friedrichs-Ordens. Als weitere Anerkennung von Leibbrands Wirken zeichnete der Monarch ihn 1889 mit dem Ehrenkreuz des Ordens der Württembergischen Krone aus, womit die Erhebung in den persönlichen Adelsstand verbunden war. Die Gemeinde Ilsfeld verlieh ihm 1906 die Ehrenbürgerwürde für seine Verdienste um den Wiederaufbau des Ortes nach dem großen Brand von 1904.

### Familie
Verheiratet war er seit 1903 mit seiner Nichte Anna Amalie (1868–1957), einer Tochter seines Bruders Rudolf August Leibbrand (1843–1903), Militäreffektenfabrikant in Ludwigsburg, und dessen Ehefrau Emilie geb. Daab.
Der Ehe entstammten neben einem 1904 totgeborenen Sohn die Töchter Liselotte Anna (1905–1969), die 1936 den Stuttgarter Kaufmann Karl Schwämmle (1901–1941) heiratete, und Rut Marianne (* 1907), die 1932 in Stuttgart den Lehrer Theophil Karl Adolf Lambacher (* 1899) heiratete.